# خالد الدوسري (لاعب كرة قدم مواليد 1998)
خالد مسفر الدوسري (ولد في 18 أكتوبر 1998) لاعب كرة قدم سعودي ويلعب جناحًا أيمنًا في نادي النجوم.

## مسيرة اللاعب
لعب سابقاً في الفئات السنية في نادي الجيل ونادي النصر و بعدها لعب مع نادي الجيل ونادي الشعلة ونادي الترجي ونادي السد ونادي القلعة ونادي رضوى ونادي النجوم.